# Trigonocera biseta
Trigonocera biseta är en tvåvingeart som beskrevs av Olejnicek 2004. Trigonocera biseta ingår i släktet Trigonocera och familjen styltflugor.
Artens utbredningsområde är Laos. Inga underarter finns listade i Catalogue of Life.